# De Meteoor
De Meteoor (voluit: N.V. Vigorose Cementindustrie De Meteoor, tegenwoordig opererend als Meteoor) is een fabrikant van betonproducten te Rheden.

## Geschiedenis
Het bedrijf startte in 1907. Het werd opgericht door de heren Honig en Holema. Aanvankelijk werden betonproducten zoals stoeptegels en trottoirbanden vervaardigd.
In 1937 begon men met de fabricage van de stelconplaat, een betonplaat met door metalen banden verstevigde randen. Hier kon men in snel tempo verhardingen mee aanleggen in loodsen, op bedrijventerreinen en bij openbare werken. Deze verhardingen kon men ook weer eenvoudig verwijderen. Dit product, in diverse uitvoeringen geleverd, bleef tot heden (2015) een van de belangrijkste producten van de onderneming.
Het bedrijf groeide snel. Het hoogtepunt werd omstreeks 1970 bereikt. Toen telde het ongeveer 1000 medewerkers en was in dertig landen actief. In dat jaar werd het familiebedrijf verkocht aan de aannemersfirma Verenigde Bedrijven Bredero. Het bedrijf was te complex en kon moeilijk bestuurd worden. Men keerde terug naar de kernactiviteit: de fabricage van betonplaten. Omstreeks 2005 werd het bedrijf een onderdeel van BTE Holding, een bedrijvengroep die voorgefabriceerde betonproducten vervaardigt. Tegenwoordig werken er ongeveer 150 mensen.